# Ludwig Spitaler
Ludwig Maximilian Maria Spitaler (* 1. November 1913 in München; † unbekannt) war ein deutscher Produktions- und Herstellungsleiter, seit 1957 in ständigen Diensten für Wolf C. Hartwigs Rapid-Film.

## Leben
Der Bankierssohn begann seine berufliche Laufbahn als Bankangestellter, eine kaufmännische Ausbildung folgte. Im Anschluss daran wurde Spitaler als Revisor bei einer Treuhandgesellschaft angestellt, ehe er, zunächst probeweise, am 1. Juni 1942 zur Prager Dependance der Bavaria Film stieß. Die in Spitalers Geburtsstadt beheimatete Produktionsfirma zeigte sich vom Engagement und Geschick des jungen Filmkaufmanns derart angetan, dass man ihm bereits am 1. Januar 1943 mit der wichtigen Position eines Filmgeschäftsführers betraute. In dieser Funktion war er, ohne namentlich genannt zu werden, de facto für die gesamte Produktions- bzw. Herstellungsleitung aller Prager Filme der Bavaria verantwortlich.
Das Kriegsende unterbrach Spitalers filmische Laufbahn nur kurzzeitig. Nach einem wenig erfolgreichen Versuch als Bühnenleiter (Junges Theater in München) und einer kurzzeitigen Beschäftigung bei Luis Trenker avancierte Ludwig Spitaler zum Geschäftsführer der Münchner Produktionsfirma Lucerna-Film und machte sich einen Namen als geschickter Organisator und Produktionsleiter.
Mit der kontinuierlichen Herstellung von Filmen durch die Rapid-Film des Düsseldorfer Jungunternehmers Hartwig Ende der 50er Jahre sicherte sich der nunmehr kontinuierlich als Produktions- bzw. Herstellungsleiter arbeitende Spitaler ein regelmäßiges Einkommen. Er kümmerte sich vor allem um die technisch reibungslosen Abläufe der Rapid-Produktionen, während sich Hartwig u. a. auf die Finanzierung und die Auswertung der Filme konzentrierte. Die mit internationalen Partnern realisierten Rapid-Filme der 60er Jahre waren überwiegend turbulente und spannende Abenteuer, gedreht an exotischen Schauplätzen (mehrfach Südostasien). Seit 1970 stellten Hartwig und sein Organisator Spitaler fast ausnahmslos billig hergestellte und hochprofitable Softsexfilme her. Besonders die langlebige Filmreihe Schulmädchen-Report versprach bei einem Minimum an Investitionen ein Maximum an Gewinn. In der Spätphase seiner Karriere bei der Rapid-Film, in den ausgehenden 70er Jahren, stellte Ludwig Spitaler für Hartwig zwei international und hochkarätig besetzte Landser-Filmen um den deutschen Wehrmachtsoldaten Steiner her. Diese waren zwar teuer produziert (und zumindest der erste Teil erwies sich als äußerst kassenträchtig), hinterließen jedoch einen bisweilen zwiespältigen Eindruck durch die unterschwellig formulierte Botschaft vom Krieg als letztes Männerabenteuer.

## Filmografie
- 1950: Kronjuwelen
- 1953: Die Junggesellenfalle
- 1955: Der doppelte Ehemann
- 1956: Hilfe – sie liebt mich!
- 1957: Alle Sünden dieser Erde
- 1958: Mit Eva fing die Sünde an
- 1958: Sehnsucht hat mich verführt
- 1959: Die Wahrheit über Rosemarie
- 1959: Die Nackte und der Satan
- 1959: Ein Toter hing im Netz
- 1960: Endstation Rote Laterne
- 1960: Der Satan lockt mit Liebe
- 1960: Flitterwochen in der Hölle
- 1960: Die Insel der Amazonen
- 1960: Das Mädchen mit den schmalen Hüften
- 1961: Treibjagd auf ein Leben
- 1961: Haß ohne Gnade
- 1962: Heißer Hafen Hongkong
- 1962: Der schwarze Panther von Ratana
- 1962: Zwischen Schanghai und St. Pauli
- 1962: Das Todesauge von Ceylon (Tempesta su Ceylon)
- 1963: Heimweh nach St. Pauli
- 1963: Die Flußpiraten vom Mississippi
- 1964: Weiße Fracht für Hongkong
- 1964: Die Diamantenhölle am Mekong
- 1964: Das Geheimnis der chinesischen Nelke
- 1964: Die Goldsucher von Arkansas
- 1965: Der Fluch des schwarzen Rubin
- 1965: Das Geheimnis der drei Dschunken
- 1965: Die letzten Drei der Albatros
- 1966: Agent 505 – Todesfalle Beirut
- 1966: Fünf vor 12 in Caracas
- 1966: Lotosblüten für Miss Quon
- 1967: Eine Handvoll Helden
- 1968: Der Turm der verbotenen Liebe
- 1968: Lady Hamilton – Zwischen Schmach und Liebe
- 1969: Madame und ihre Nichte
- 1969: Die jungen Tiger von Hongkong
- 1969: Hilfe, mich liebt eine Jungfrau
- 1970: Schulmädchen-Report: Was Eltern nicht für möglich halten
- 1970: Ich schlafe mit meinem Mörder
- 1970: Der neue Schulmädchen-Report. 2. Teil: Was Eltern den Schlaf raubt
- 1971: Jürgen Roland’s St. Pauli-Report
- 1971: Urlaubsreport – Worüber Reiseleiter nicht sprechen dürfen
- 1971: Erotik im Beruf – Was jeder Personalchef gern verschweigt
- 1971: Der neue heiße Sex-Report: Was Männer nicht für möglich halten
- 1971: Schulmädchen-Report. 3. Teil: Was Eltern nicht mal ahnen
- 1972: Die jungen Ausreißerinnen
- 1972: Schulmädchen-Report. 4. Teil: Was Eltern oft verzweifeln läßt
- 1972: Die dressierte Frau
- 1972: Krankenschwestern-Report
- 1972: Das Mädchen von Hongkong
- 1972: Mädchen, die nach München kommen
- 1973: Frühreifen-Report
- 1973: Schulmädchen-Report. 5. Teil: Was Eltern wirklich wissen sollten
- 1973: Schlüsselloch-Report
- 1973: Liebe in drei Dimensionen
- 1973: Schulmädchen-Report. 6. Teil: Was Eltern gern vertuschen möchten
- 1973: Zinksärge für die Goldjungen
- 1973: Ein toter Taucher nimmt kein Gold
- 1974: Schulmädchen-Report. 7. Teil: Doch das Herz muß dabei sein
- 1974: Karate, Küsse, blonde Katzen (Virgin of the Seven Seas)
- 1974: Wenn die prallen Möpse hüpfen
- 1974: Schulmädchen-Report. 8. Teil: Was Eltern nie erfahren dürfen
- 1975: Schulmädchen-Report. 9. Teil: Reifeprüfung vor dem Abitur
- 1975: Schulmädchen-Report. 10. Teil: Irgendwann fängt jede an
- 1976: Steiner – Das Eiserne Kreuz
- 1976: Schulmädchen-Report. 11. Teil: Probieren geht über Studieren
- 1977: Schulmädchen-Report. 12. Teil: Junge Mädchen brauchen Liebe
- 1978: Steiner – Das Eiserne Kreuz, 2. Teil
- 1980: Schulmädchen-Report 13. Teil: Vergiß beim Sex die Liebe nicht
- 1980: Die Säge des Todes
- 1981: Die nackten Superhexen vom Rio Amore
- 1981: Kalt wie Eis
- 1982: Im Dschungel ist der Teufel los
- 1983: Das verrückte Strandhotel
- 1984: Danger – Keine Zeit zum Sterben
- 1984: Die Dame vom Palast Hotel (Palace)